# 蔡国故城
蔡国故城是中国周朝时期诸侯国蔡国的国都遗址，位于河南省上蔡县。1996年被列入第四批全国重点文物保护单位。
蔡国故城总面积为68平方千米，城墙由夯土筑成，蔡国在此建都约500年。